# Torstein
Der Torstein ist mit 2948 m ü. A. der zweithöchste Berg im Dachsteingebirge. Er liegt auf der Grenze zwischen den österreichischen Bundesländern Salzburg und Oberösterreich an der Südkante des Dachsteinplateaus. Seine Südwand ist mit etwa 1000 Höhenmetern die höchste Wand im gesamten Dachsteinmassiv. Der Berg ist laut Literatur die mächtigste Erhebung des Massivs.

## Lage und Umgebung
Der Torstein liegt am westlichen Ende der Südkante des ausgedehnten Dachsteinplateaus. Nach Norden, Südosten, Südwesten und Westen sendet er ausgeprägte Grate aus. Der Südwestgrat trägt den Namen Windlegergrat. Das Westende des Gosaugletschers reicht bis kurz unter den Gipfel auf eine Höhe von etwa 2900 Metern. Benachbarter Berg im Osten ist, getrennt durch die Scharte Untere Windlucke auf 2665 m, der Mitterspitz. Im Nordwesten, getrennt durch den Wegübergang Windlegerscharte (2401 m), liegt im Gratverlauf die Eiskarlspitz mit 2480 Metern Höhe. Der Nordgrat des Torsteins trägt den Namen Schneebergwand. Nächste Siedlung ist das gut 5 Kilometer Luftlinie südwestlich gelegene Filzmoos.

## Besteigungsgeschichte und touristische Erschließung
Die erste dokumentierte Besteigung des Torsteins gelang im August 1819 dem kaiserlichen Jäger Jakob Buchsteiner, genannt Jackl, im Alleingang. Diese Besteigung im Zuge der Landesvermessung, und eine weitere im August 1823, wurden schon zeitgenössisch diskutiert, und auch als mögliche Erstbesteigung des Hauptgipfels vermutet.
Der Weg des Jakob Buchsteiner im August 1819 führte von der Windlegerscharte im Bogen in östlicher Richtung über den Gosauer Gletscher um den Thorstein herum und über die Untere Windlücke und einem Eisgrat zum Gipfel. Der heutige Normalweg führt über den Südostgrat von der Unteren Windlucke aus im Schwierigkeitsgrad UIAA II zum Gipfel. Zahllose Kletterrouten in hohen Schwierigkeitsgraden bis UIAA VI A2, in der Südwestverschneidung, werden seit Anfang des 20. Jahrhunderts zum Erreichen des Gipfels geklettert. Die erste Frau, die die 1000 Meter hohe Südwand durchstieg, war am 30. Juli 1946 Fritzi Gruber. Als Stützpunkt können die östlich gelegene Seethalerhütte, auf 2740 Metern Höhe gelegen, oder die nördlich gelegene Adamekhütte (2196 m) dienen.